# Wereldbeker alpineskiën 2015/2016
Het FIS wereldbeker alpineskiën seizoen 2015/2016 was het 50e seizoen sinds het seizoen 1966/1967 en werd op zaterdag 24 oktober 2015 geopend met de traditionele reuzenslalom voor vrouwen in het Oostenrijkse skioord Sölden in Tirol, een dag later begonnen ook de mannen aan hun seizoen met de reuzenslalom. Het seizoen werd op zondag 20 maart 2016 afgesloten met een reuzenslalom voor vrouwen en een slalom voor mannen in het Zwitserse Sankt Moritz.
Op 23 februari vond in Stockholm onder de naam City Event een Parallelslalom plaats. Tot deze wedstrijd werden de beste 16 mannen en vrouwen van het slalomklassement toegelaten, de uitslag van deze wedstrijd telde mee voor zowel het algemeen klassement als het slalom klassement.
De alpineskiër die op het einde van het seizoen de meeste punten had verzameld, won de algemene wereldbeker. Ook per discipline werd een apart wereldbekerklassement opgemaakt. De Oostenrijker Marcel Hirscher en de Zwitserse Lara Gut wonnen de algemene wereldbeker.

## Mannen

### Kalender
| Datum      | Plaats                     | Onderdeel            | Eerste                  | Tweede                                 | Derde                    |
| ---------- | -------------------------- | -------------------- | ----------------------- | -------------------------------------- | ------------------------ |
| 25/10/2015 | Sölden                     | Reuzenslalom         | Ted Ligety              | Thomas Fanara                          | Marcel Hirscher          |
| 15/11/2015 | Levi                       | Slalom               | Afgelast                | Afgelast                               | Afgelast                 |
| 28/11/2015 | Lake Louise                | Afdaling             | Aksel Lund Svindal      | Peter Fill                             | Travis Ganong            |
| 29/11/2015 | Lake Louise                | Super G              | Aksel Lund Svindal      | Matthias Mayer                         | Peter Fill               |
| 04/12/2015 | Beaver Creek               | Afdaling             | Aksel Lund Svindal      | Kjetil Jansrud                         | Guillermo Fayed          |
| 05/12/2015 | Beaver Creek               | Super G              | Marcel Hirscher         | Ted Ligety                             | Andrew Weibrecht         |
| 06/12/2015 | Beaver Creek               | Reuzenslalom         | Marcel Hirscher         | Victor Muffat-Jeandet                  | Henrik Kristoffersen     |
| 12/12/2015 | Val-d'Isère                | Reuzenslalom         | Marcel Hirscher         | Felix Neureuther                       | Victor Muffat-Jeandet    |
| 13/12/2015 | Val-d'Isère                | Slalom               | Henrik Kristoffersen    | Marcel Hirscher                        | Felix Neureuther         |
| 18/12/2015 | Val Gardena                | Super G              | Aksel Lund Svindal      | Kjetil Jansrud                         | Aleksander Aamodt Kilde  |
| 19/12/2015 | Val Gardena                | Afdaling             | Aksel Lund Svindal      | Guillermo Fayed                        | Kjetil Jansrud           |
| 20/12/2015 | Alta Badia                 | Reuzenslalom         | Marcel Hirscher         | Henrik Kristoffersen                   | Victor Muffat-Jeandet    |
| 21/12/2015 | Alta Badia                 | Parallelreuzenslalom | Kjetil Jansrud          | Aksel Lund Svindal                     | André Myhrer             |
| 22/12/2015 | Madonna di Campiglio       | Slalom               | Henrik Kristoffersen    | Marcel Hirscher                        | Marco Schwarz            |
| 29/12/2015 | Santa Caterina di Valfurva | Afdaling             | Adrien Théaux           | Hannes Reichelt                        | David Poisson            |
| 06/01/2016 | Santa Caterina di Valfurva | Slalom               | Marcel Hirscher         | Henrik Kristoffersen                   | Aleksandr Chorosjilov    |
| 09/01/2016 | Adelboden                  | Reuzenslalom         | Afgelast                | Afgelast                               | Afgelast                 |
| 10/01/2016 | Adelboden                  | Slalom               | Henrik Kristoffersen    | Marcel Hirscher                        | Aleksandr Chorosjilov    |
| 15/01/2016 | Wengen                     | Supercombinatie      | Kjetil Jansrud          | Aksel Lund Svindal                     | Adrien Théaux            |
| 16/01/2016 | Wengen                     | Afdaling             | Aksel Lund Svindal      | Hannes Reichelt                        | Klaus Kröll              |
| 17/01/2016 | Wengen                     | Slalom               | Henrik Kristoffersen    | Giuliano Razzoli                       | Stefano Gross            |
| 22/01/2016 | Kitzbühel                  | Super G              | Aksel Lund Svindal      | Andrew Weibrecht                       | Hannes Reichelt          |
| 22/01/2016 | Kitzbühel                  | Supercombinatie      | Alexis Pinturault       | Victor Muffat-Jeandet                  | Thomas Mermillod Blondin |
| 23/01/2016 | Kitzbühel                  | Afdaling             | Peter Fill              | Beat Feuz                              | Carlo Janka              |
| 24/01/2016 | Kitzbühel                  | Slalom               | Henrik Kristoffersen    | Marcel Hirscher                        | Fritz Dopfer             |
| 26/01/2016 | Schladming                 | Slalom               | Henrik Kristoffersen    | Marcel Hirscher                        | Aleksandr Chorosjilov    |
| 30/01/2016 | Garmisch-Partenkirchen     | Afdaling             | Aleksander Aamodt Kilde | Boštjan Kline                          | Beat Feuz                |
| 31/01/2016 | Garmisch-Partenkirchen     | Reuzenslalom         | Afgelast                | Afgelast                               | Afgelast                 |
| 06/02/2016 | Jeongseon                  | Afdaling             | Kjetil Jansrud          | Dominik Paris                          | Steven Nyman             |
| 07/02/2016 | Jeongseon                  | Super G              | Carlo Janka             | Christof Innerhofer                    | Vincent Kriechmayr       |
| 13/02/2016 | Yuzawa Naeba               | Reuzenslalom         | Alexis Pinturault       | Mathieu Faivre                         | Massimiliano Blardone    |
| 14/02/2016 | Yuzawa Naeba               | Slalom               | Felix Neureuther        | André Myhrer                           | Marco Schwarz            |
| 19/02/2016 | Chamonix                   | Supercombinatie      | Alexis Pinturault       | Dominik Paris                          | Thomas Mermillod Blondin |
| 20/02/2016 | Chamonix                   | Afdaling             | Dominik Paris           | Steven Nyman                           | Beat Feuz                |
| 23/02/2016 | Stockholm                  | City Event           | Marcel Hirscher         | André Myhrer                           | Stefano Gross            |
| 26/02/2016 | Hinterstoder               | Reuzenslalom         | Alexis Pinturault       | Marcel Hirscher                        | Thomas Fanara            |
| 27/02/2016 | Hinterstoder               | Super G              | Aleksander Aamodt Kilde | Boštjan Kline                          | Marcel Hirscher          |
| 28/02/2016 | Hinterstoder               | Reuzenslalom         | Alexis Pinturault       | Marcel Hirscher                        | Henrik Kristoffersen     |
| 04/03/2016 | Kranjska Gora              | Reuzenslalom         | Alexis Pinturault       | Philipp Schörghofer                    | Marcel Hirscher          |
| 05/03/2016 | Kranjska Gora              | Reuzenslalom         | Marcel Hirscher         | Alexis Pinturault                      | Henrik Kristoffersen     |
| 06/03/2016 | Kranjska Gora              | Slalom               | Marcel Hirscher         | Henrik Kristoffersen                   | Stefano Gross            |
| 12/03/2016 | Kvitfjell                  | Afdaling             | Dominik Paris           | Valetin Giraud Moine                   | Steven Nyman             |
| 13/03/2016 | Kvitfjell                  | Super G              | Kjetil Jansrud          | Vincent Kriechmayr                     | Dominik Paris            |
| 16/03/2016 | Sankt Moritz               | Afdaling             | Beat Feuz               | Steven Nyman                           | Erik Guay                |
| 17/03/2016 | Sankt Moritz               | Super G              | Beat Feuz               | Aleksander Aamodt Kilde Kjetil Jansrud |                          |
| 19/03/2016 | Sankt Moritz               | Reuzenslalom         | Thomas Fanara           | Alexis Pinturault                      | Mathieu Faivre           |
| 20/03/2016 | Sankt Moritz               | Slalom               | André Myhrer            | Marcel Hirscher                        | Sebastian Foss Solevåg   |

### Eindstanden
| Algemeen klassement | Algemeen klassement     | Algemeen klassement | Algemeen klassement | Algemeen klassement | Algemeen klassement   | Algemeen klassement | Algemeen klassement | Algemeen klassement | Algemeen klassement   | Algemeen klassement | Algemeen klassement |
| #                   | Naam                    | Land                | Punten              | #                   | Naam                  | Land                | Punten              | #                   | Naam                  | Land                | Punten              |
| ------------------- | ----------------------- | ------------------- | ------------------- | ------------------- | --------------------- | ------------------- | ------------------- | ------------------- | --------------------- | ------------------- | ------------------- |
| 1                   | Marcel Hirscher         | AUT                 | 1795                | 11                  | Adrien Theaux         | FRA                 | 714                 | 21                  | Mathieu Faivre        | FRA                 | 423                 |
| 2                   | Henrik Kristoffersen    | NOR                 | 1298                | 12                  | Victor Muffat-Jeandet | FRA                 | 709                 | 22                  | Andrew Weibrecht      | USA                 | 396                 |
| 3                   | Alexis Pinturault       | FRA                 | 1200                | 13                  | Beat Feuz             | SUI                 | 596                 | 23                  | Thomas Fanara         | FRA                 | 374                 |
| 4                   | Kjetil Jansrud          | NOR                 | 1161                | 14                  | Vincent Kriechmayr    | AUT                 | 555                 | 24                  | Boštjan Kline         | SLO                 | 372                 |
| 5                   | Aksel Lund Svindal      | NOR                 | 916                 | 15                  | André Myhrer          | SWE                 | 543                 | 25                  | Travis Ganong         | USA                 | 370                 |
| 6                   | Dominik Paris           | ITA                 | 805                 | 16                  | Hannes Reichelt       | AUT                 | 485                 | 26                  | Erik Guay             | CAN                 | 364                 |
| 7                   | Aleksander Aamodt Kilde | NOR                 | 756                 | 17                  | Fritz Dopfer          | GER                 | 483                 | 27                  | Aleksandr Chorosjilov | RUS                 | 358                 |
| 8                   | Felix Neureuther        | GER                 | 743                 | 18                  | Romed Baumann         | AUT                 | 451                 | 28                  | Stefano Gross         | ITA                 | 345                 |
| 9                   | Carlo Janka             | SUI                 | 737                 | 19                  | Christof Innerhofer   | ITA                 | 449                 | 29                  | Guillermo Fayed       | FRA                 | 339                 |
| 10                  | Peter Fill              | ITA                 | 736                 | 20                  | Steven Nyman          | USA                 | 440                 | 30                  | Philipp Schörghofer   | AUT                 | 332                 |

| Afdaling | Afdaling           | Afdaling | Afdaling |
| #        | Naam               | Land     | Punten   |
| -------- | ------------------ | -------- | -------- |
| 1        | Peter Fill         | ITA      | 462      |
| 2        | Aksel Lund Svindal | NOR      | 436      |
| 3        | Dominik Paris      | ITA      | 432      |
| 4        | Kjetil Jansrud     | NOR      | 432      |
| 5        | Beat Feuz          | SUI      | 414      |
| 6        | Steven Nyman       | USA      | 386      |
| 7        | Adrien Théaux      | FRA      | 370      |
| 8        | Guillermo Fayed    | FRA      | 323      |
| 9        | Carlo Janka        | SUI      | 312      |
| 10       | Hannes Reichelt    | AUT      | 296      |

| Super G | Super G                 | Super G | Super G |
| #       | Naam                    | Land    | Punten  |
| ------- | ----------------------- | ------- | ------- |
| 1       | Aleksander Aamodt Kilde | NOR     | 415     |
| 2       | Kjetil Jansrud          | NOR     | 375     |
| 3       | Aksel Lund Svindal      | NOR     | 310     |
| 4       | Vincent Kriechmayr      | AUT     | 298     |
| 5       | Carlo Janka             | SUI     | 259     |
| 6       | Marcel Hirscher         | AUT     | 249     |
| 7       | Adrien Theaux           | FRA     | 248     |
| 8       | Andrew Weibrecht        | USA     | 244     |
| 9       | Peter Fill              | ITA     | 226     |
| 10      | Dominik Paris           | ITA     | 212     |

| Combinatie | Combinatie               | Combinatie | Combinatie |
| #          | Naam                     | Land       | Punten     |
| ---------- | ------------------------ | ---------- | ---------- |
| 1          | Alexis Pinturault        | FRA        | 220        |
| 2          | Thomas Mermillod Blondin | FRA        | 170        |
| 3          | Kjetil Jansrud           | NOR        | 165        |
| 4          | Dominik Paris            | ITA        | 161        |
| 5          | Victor Muffat-Jeandet    | FRA        | 130        |
| 6          | Adrien Theaux            | FRA        | 96         |
| 7          | Carlo Janka              | SUI        | 90         |
| 8          | Romed Baumann            | AUT        | 88         |
| 9          | Aksel Lund Svindal       | NOR        | 80         |
| 10         | Vincent Kriechmayr       | AUT        | 75         |

| Reuzenslalom | Reuzenslalom          | Reuzenslalom | Reuzenslalom |
| #            | Naam                  | Land         | Punten       |
| ------------ | --------------------- | ------------ | ------------ |
| 1            | Marcel Hirscher       | AUT          | 766          |
| 2            | Alexis Pinturault     | FRA          | 690          |
| 3            | Henrik Kristoffersen  | NOR          | 487          |
| 4            | Mathieu Faivre        | FRA          | 423          |
| 5            | Victor Muffat-Jeandet | FRA          | 405          |
| 6            | Thomas Fanara         | FRA          | 374          |
| 7            | Felix Neureuther      | GER          | 354          |
| 8            | Philipp Schörghofer   | AUT          | 332          |
| 9            | Stefan Luitz          | GER          | 235          |
| 10           | Florian Eisath        | ITA          | 235          |

| Slalom | Slalom                | Slalom | Slalom |
| #      | Naam                  | Land   | Punten |
| ------ | --------------------- | ------ | ------ |
| 1      | Henrik Kristoffersen  | NOR    | 811    |
| 2      | Marcel Hirscher       | AUT    | 780    |
| 3      | Felix Neureuther      | GER    | 389    |
| 4      | André Myhrer          | SWE    | 367    |
| 5      | Aleksandr Chorosjilov | RUS    | 358    |
| 6      | Stefano Gross         | ITA    | 345    |
| 7      | Fritz Dopfer          | GER    | 339    |
| 8      | Marco Schwarz         | AUT    | 283    |
| 9      | Julien Lizeroux       | FRA    | 272    |
| 10     | Patrick Thaler        | ITA    | 240    |

## Vrouwen

### Kalender
| Datum      | Plaats                     | Onderdeel       | Eerste                  | Tweede                  | Derde                   |
| ---------- | -------------------------- | --------------- | ----------------------- | ----------------------- | ----------------------- |
| 24/10/2015 | Sölden                     | Reuzenslalom    | Federica Brignone       | Mikaela Shiffrin        | Tina Weirather          |
| 14/11/2015 | Levi                       | Slalom          | Afgelast                | Afgelast                | Afgelast                |
| 27/11/2015 | Aspen                      | Reuzenslalom    | Lara Gut                | Eva-Maria Brem          | Federica Brignone       |
| 28/11/2015 | Aspen                      | Slalom          | Mikaela Shiffrin        | Veronika Velez Zuzulová | Frida Hansdotter        |
| 29/11/2015 | Aspen                      | Slalom          | Mikaela Shiffrin        | Frida Hansdotter        | Šárka Strachová         |
| 04/12/2015 | Lake Louise                | Afdaling        | Lindsey Vonn            | Cornelia Hütter         | Ramona Siebenhofer      |
| 05/12/2015 | Lake Louise                | Afdaling        | Lindsey Vonn            | Fabienne Suter          | Cornelia Hütter         |
| 06/12/2015 | Lake Louise                | Super G         | Lindsey Vonn            | Tamara Tippler          | Cornelia Hütter         |
| 12/12/2015 | Åre                        | Reuzenslalom    | Lindsey Vonn            | Eva-Maria Brem          | Federica Brignone       |
| 13/12/2015 | Åre                        | Slalom          | Petra Vlhová            | Frida Hansdotter        | Nina Løseth             |
| 18/12/2015 | Val-d'Isère                | Supercombinatie | Lara Gut                | Lindsey Vonn            | Michaela Kirchgasser    |
| 19/12/2015 | Val-d'Isère                | Afdaling        | Lara Gut                | Fabienne Suter          | Larisa Yurkiw           |
| 20/12/2015 | Courchevel                 | Reuzenslalom    | Eva-Maria Brem          | Nina Løseth Lara Gut    |                         |
| 28/12/2015 | Lienz                      | Reuzenslalom    | Lara Gut                | Tina Weirather          | Viktoria Rebensburg     |
| 29/12/2015 | Lienz                      | Slalom          | Frida Hansdotter        | Wendy Holdener          | Petra Vlhová            |
| 05/01/2016 | Santa Caterina di Valfurva | Slalom          | Nina Løseth             | Šárka Strachová         | Veronika Velez Zuzulová |
| 09/01/2016 | Altenmarkt-Zauchensee      | Afdaling        | Lindsey Vonn            | Larisa Yurkiw           | Cornelia Hütter         |
| 10/01/2016 | Altenmarkt-Zauchensee      | Super G         | Lindsey Vonn            | Lara Gut                | Cornelia Hütter         |
| 12/01/2016 | Flachau                    | Slalom          | Veronika Velez Zuzulová | Šárka Strachová         | Frida Hansdotter        |
| 15/01/2016 | Flachau                    | Slalom          | Veronika Velez Zuzulová | Frida Hansdotter        | Petra Vlhová            |
| 17/01/2016 | Flachau                    | Reuzenslalom    | Viktoria Rebensburg     | Ana Drev                | Federica Brignone       |
| 23/01/2016 | Cortina d'Ampezzo          | Afdaling        | Lindsey Vonn            | Larisa Yurkiw           | Lara Gut                |
| 24/01/2016 | Cortina d'Ampezzo          | Super G         | Lindsey Vonn            | Tina Weirather          | Viktoria Rebensburg     |
| 30/01/2016 | Maribor                    | Reuzenslalom    | Viktoria Rebensburg     | Ana Drev                | Tina Weirather          |
| 31/01/2016 | Maribor                    | Slalom          | Afgelast                | Afgelast                | Afgelast                |
| 06/02/2016 | Garmisch-Partenkirchen     | Afdaling        | Lindsey Vonn            | Fabienne Suter          | Viktoria Rebensburg     |
| 07/02/2016 | Garmisch-Partenkirchen     | Super G         | Lara Gut                | Viktoria Rebensburg     | Lindsey Vonn            |
| 13/02/2016 | Crans-Montana              | Afdaling        | Afgelast                | Afgelast                | Afgelast                |
| 14/02/2016 | Crans-Montana              | Supercombinatie | Afgelast                | Afgelast                | Afgelast                |
| 15/02/2016 | Crans-Montana              | Slalom          | Mikaela Shiffrin        | Nastasia Noens          | Marie-Michèle Gagnon    |
| 19/02/2016 | La Thuile                  | Afdaling        | Lara Gut                | Cornelia Hütter         | Nadia Fanchini          |
| 20/02/2016 | La Thuile                  | Afdaling        | Nadia Fanchini          | Lindsey Vonn            | Daniela Merighetti      |
| 21/02/2016 | La Thuile                  | Super G         | Tina Weirather          | Lara Gut                | Lindsey Vonn            |
| 23/02/2016 | Stockholm                  | City Event      | Wendy Holdener          | Frida Hansdotter        | Maria Pietilä-Holmner   |
| 27/02/2016 | Soldeu                     | Super G         | Federica Brignone       | Laurenne Ross           | Tamara Tippler          |
| 28/02/2016 | Soldeu                     | Supercombinatie | Marie-Michèle Gagnon    | Wendy Holdener          | Anne-Sophie Barthet     |
| 05/03/2016 | Jasná                      | Reuzenslalom    | Afgelast                | Afgelast                | Afgelast                |
| 06/03/2016 | Jasná                      | Slalom          | Mikaela Shiffrin        | Wendy Holdener          | Veronika Velez Zuzulová |
| 07/03/2016 | Jasná                      | Reuzenslalom    | Eva-Maria Brem          | Viktoria Rebensburg     | Federica Brignone       |
| 12/03/2016 | Lenzerheide                | Super G         | Cornelia Hütter         | Fabienne Suter          | Tamara Tippler          |
| 13/03/2016 | Lenzerheide                | Supercombinatie | Wendy Holdener          | Michaela Kirchgasser    | Lara Gut                |
| 16/03/2016 | Sankt Moritz               | Afdaling        | Mirjam Puchner          | Fabienne Suter          | Elena Curtoni           |
| 17/03/2016 | Sankt Moritz               | Super G         | Tina Weirather          | Lara Gut                | Cornelia Hütter         |
| 19/03/2016 | Sankt Moritz               | Slalom          | Mikaela Shiffrin        | Veronika Velez Zuzulová | Frida Hansdotter        |
| 20/03/2016 | Sankt Moritz               | Reuzenslalom    | Viktoria Rebensburg     | Taïna Barioz            | Lara Gut                |

### Eindstanden
| Algemeen klassement | Algemeen klassement | Algemeen klassement | Algemeen klassement | Algemeen klassement | Algemeen klassement     | Algemeen klassement | Algemeen klassement | Algemeen klassement | Algemeen klassement | Algemeen klassement | Algemeen klassement |
| #                   | Naam                | Land                | Punten              | #                   | Naam                    | Land                | Punten              | #                   | Naam                | Land                | Punten              |
| ------------------- | ------------------- | ------------------- | ------------------- | ------------------- | ----------------------- | ------------------- | ------------------- | ------------------- | ------------------- | ------------------- | ------------------- |
| 1                   | Lara Gut            | SUI                 | 1522                | 11                  | Fabienne Suter          | SUI                 | 648                 | 21                  | Johanna Schnarf     | ITA                 | 466                 |
| 2                   | Lindsey Vonn        | USA                 | 1235                | 12                  | Eva-Maria Brem          | AUT                 | 647                 | 22                  | Larisa Yurkiw       | CAN                 | 465                 |
| 3                   | Viktoria Rebensburg | GER                 | 1147                | 13                  | Veronika Velez Zuzulová | SVK                 | 626                 | 23                  | Elena Curtoni       | ITA                 | 455                 |
| 4                   | Tina Weirather      | LIE                 | 1016                | 14                  | Nadia Fanchini          | ITA                 | 618                 | 24                  | Petra Vlhová        | SVK                 | 407                 |
| 5                   | Frida Hansdotter    | SWE                 | 915                 | 15                  | Michaela Kirchgasser    | AUT                 | 616                 | 25                  | Francesca Marsaglia | ITA                 | 400                 |
| 6                   | Wendy Holdener      | SUI                 | 817                 | 16                  | Marie-Michèle Gagnon    | CAN                 | 598                 | 26                  | Nastasia Noens      | FRA                 | 382                 |
| 7                   | Cornelia Hütter     | AUT                 | 811                 | 17                  | Kajsa Kling             | SWE                 | 540                 | 27                  | Tessa Worley        | FRA                 | 370                 |
| 8                   | Federica Brignone   | ITA                 | 787                 | 18                  | Laurenne Ross           | USA                 | 526                 | 28                  | Elisabeth Görgl     | AUT                 | 363                 |
| 9                   | Nina Løseth         | NOR                 | 665                 | 19                  | Maria Pietilä-Holmner   | SWE                 | 496                 | 29                  | Corinne Suter       | SUI                 | 356                 |
| 10                  | Mikaela Shiffrin    | USA                 | 648                 | 20                  | Šárka Strachová         | CZE                 | 493                 | 30                  | Tamara Tippler      | AUT                 | 330                 |

| Afdaling | Afdaling            | Afdaling | Afdaling |
| #        | Naam                | Land     | Punten   |
| -------- | ------------------- | -------- | -------- |
| 1        | Lindsey Vonn        | USA      | 580      |
| 2        | Fabienne Suter      | SUI      | 463      |
| 3        | Larisa Yurkiw       | CAN      | 407      |
| 4        | Lara Gut            | SUI      | 394      |
| 5        | Cornelia Hütter     | AUT      | 387      |
| 6        | Nadia Fanchini      | ITA      | 300      |
| 7        | Viktoria Rebensburg | GER      | 264      |
| 8        | Tina Weirather      | LIE      | 244      |
| 9        | Corinne Suter       | SUI      | 240      |
| 10       | Laurenne Ross       | USA      | 224      |

| Super G | Super G             | Super G | Super G |
| #       | Naam                | Land    | Punten  |
| ------- | ------------------- | ------- | ------- |
| 1       | Lara Gut            | SUI     | 481     |
| 2       | Tina Weirather      | LIE     | 436     |
| 3       | Lindsey Vonn        | USA     | 420     |
| 4       | Cornelia Hütter     | AUT     | 400     |
| 5       | Viktoria Rebensburg | GER     | 293     |
| 6       | Federica Brignone   | ITA     | 276     |
| 7       | Tamara Tippler      | AUT     | 254     |
| 8       | Laurenne Ross       | USA     | 250     |
| 9       | Johanna Schnarf     | ITA     | 216     |
| 10      | Kajsa Kling         | SWE     | 215     |

| Combinatie | Combinatie           | Combinatie | Combinatie |
| #          | Naam                 | Land       | Punten     |
| ---------- | -------------------- | ---------- | ---------- |
| 1          | Wendy Holdener       | SUI        | 198        |
| 2          | Lara Gut             | SUI        | 160        |
| 3          | Michaela Kirchgasser | AUT        | 153        |
| 4          | Marie-Michèle Gagnon | CAN        | 145        |
| 5          | Lindsey Vonn         | USA        | 100        |
| 6          | Anne-Sophie Barthet  | FRA        | 100        |
| 7          | Johanna Schnarf      | ITA        | 90         |
| 8          | Denise Feierabend    | SUI        | 72         |
| 9          | Ragnhild Mowinckel   | NOR        | 69         |
| 10         | Francesca Marsaglia  | ITA        | 65         |

| Reuzenslalom | Reuzenslalom          | Reuzenslalom | Reuzenslalom |
| #            | Naam                  | Land         | Punten       |
| ------------ | --------------------- | ------------ | ------------ |
| 1            | Eva-Maria Brem        | AUT          | 592          |
| 2            | Viktoria Rebensburg   | GER          | 590          |
| 3            | Lara Gut              | SUI          | 472          |
| 4            | Federica Brignone     | ITA          | 425          |
| 5            | Tina Weirather        | LIE          | 321          |
| 6            | Nina Løseth           | NOR          | 292          |
| 7            | Ana Drev              | SLO          | 283          |
| 8            | Maria Pietilä-Holmner | SWE          | 204          |
| 9            | Frida Hansdotter      | SWE          | 204          |
| 10           | Taïna Barioz          | FRA          | 199          |

| Slalom | Slalom                  | Slalom | Slalom |
| #      | Naam                    | Land   | Punten |
| ------ | ----------------------- | ------ | ------ |
| 1      | Frida Hansdotter        | SWE    | 711    |
| 2      | Veronika Velez Zuzulová | SVK    | 626    |
| 3      | Wendy Holdener          | SUI    | 561    |
| 4      | Mikaela Shiffrin        | USA    | 500    |
| 5      | Šárka Strachová         | CZE    | 493    |
| 6      | Petra Vlhová            | SVK    | 389    |
| 7      | Nastasia Noens          | FRA    | 382    |
| 8      | Nina Løseth             | NOR    | 373    |
| 9      | Maria Pietilä-Holmner   | SWE    | 292    |
| 10     | Michaela Kirchgasser    | AUT    | 280    |

## Landenwedstrijd
| Datum      | Plaats       | Onderdeel | Eerste                                                                                 | Tweede                                                                      | Derde                                                                     |
| ---------- | ------------ | --------- | -------------------------------------------------------------------------------------- | --------------------------------------------------------------------------- | ------------------------------------------------------------------------- |
| 18/03/2016 | Sankt Moritz | Team      | Zwitserland Charlotte Chable Michelle Gisin Wendy Holdener Reto Schmidiger Daniel Yule | Duitsland Lena Dürr Katrin Hirtl-Stanggassinger Stefan Luitz Dominik Stehle | Zweden Frida Hansdotter Maria Pietilä-Holmner Mattias Hargin André Myhrer |

## Organisatie
De organisatie (Wintersportverein Schladming) van de wereldbeker alpineskiën - nachtslalom mannen op 26.01.2016 in Schladming ontving in 2015 een subsidie van € 50.900 van de deelstaat Stiermarken.